# Буняев, Святослав Иванович
Буняев Святослав Иванович (30 августа 1960, Баку) — российский менеджер, руководитель Федерального центра распределения телерадиопрограмм РТРС.
Окончил среднюю школу № 200 в Баку. В 1983 году окончил МВТУ имени Баумана по специальности «робототехника и автоматические системы», остался работать в вузе специализируясь в области лазерной техники и робототехники.
В 1993—2002 годы работал в США в различных телекоммуникационных компаниях.
В 2002—2009 годы — заместитель генерального директора, а затем — руководитель федерального центра распределения телерадиопрограмм РТРС. Отвечал за стратегию развития предприятия и внедрение новых технологий, а также управление и мониторинг сети телерадиовещания в России, руководил системным проектом перехода на цифровое эфирное телевещание в Российской Федерации  Архивная копия от 20 августа 2016 на Wayback Machine.
С 2004 по 2008 годы представлял Россию в техническом комитете Европейского вещательного союза.